# Parydra incommoda
Parydra incommoda är en tvåvingeart som beskrevs av Cresson 1930. Parydra incommoda ingår i släktet Parydra och familjen vattenflugor. Inga underarter finns listade i Catalogue of Life.